# Christian Gottlob Heyne
Christian Gottlob Heyne (Chemnitz, 1729. szeptember 25. – Göttingen, 1812. július 14.) német nyelvész és régész.

## Élete
1748-ban a lipcsei egyetemre ment és 1752-ben jogi vizsgálatot tett. Ezután másoló lett a Brühl-féle könyvtárban és fordítgatni kezdett franciából és görögből. Midőn Brühl miniszter bukása megfosztotta kenyérétől, nevelő lett, és 1759-ben növendékével Wittenbergbe ment; a háború azonban visszakergette Drezdába, melynek bombázásánál gyűjteményei és előmunkálatai tönkrementek.
1764-ben Göttingenbe hívták meg egyetemi tanárnak. Itt 50 esztendeig vezetője volt az egyetemi életnek, megteremtette az egyetemi könyvtárat, felolvasásokat tartott Homéroszról, Pindaroszról, Horatiusról, a görög és latin irodalomtörténetről, régiségekről és régészetről és vezette a filológiai szemináriumot.
Azonkívül mint a Tudományos Társulat titkára szerkesztette ennek Abhundlung-jait és 1770-től a Göttingensche gelehrte Anzeigen-t. Kiadásai: Tibull (4. kiad. 1817); Vergil (1767-75); Pindar (1773); Ilias (1802, 8 kötet); Apollodors Bibliotheca Graeca (1782, 4 kötet). Opuscula academica című műve (1785-1812, 6 kötet) értekezéseit tartalmazza; régészeti és műtörténelmi egyetemi előadásai 1821-ben jelentek meg.

## Művei
- Einleitung in das Studium der Antike (1772)
- Sammlung antiquarischer Aufsätze (1778-1779)
- Lobschrift auf Winckelmann (1778)